# Yod Chantawong
Yod Chantawong (thailändisch ยอด จันทวงค์, * 21. Juni 1990) ist ein thailändischer Fußballspieler.

## Karriere
Yod Chantawong spielte, bevor er zum Sukhothai FC wechselte, beim Phitsanulok FC und dem Navy FC. Bis Mitte 2016 stand er beim Sukhothai FC unter Vertrag. Der Verein aus Sukhothai spielte in der höchsten thailändischen Liga, der Thai Premier League. Hier absolvierte er bis Mitte 2016 sechs Erstligaspiele. Die Rückserie wurde er an den Zweitligisten Songkhla United ausgeliehen. 2017 wechselte er nach Nakhon Pathom, wo er einen Vertrag beim Zweitligisten Nakhon Pathom United FC unterschrieb. Nachdem der Verein keine vollständigen Lizenzierungsunterlagen für die Saison 2018 vorgelegt hatte, musste der Verein in die vierte Liga zwangsabsteigen. Yod Chantawong verließ den Klub und schloss sich Anfang 2018 dem in der zweiten Liga spielenden Nongbua Pitchaya FC aus Nong Bua Lamphu an. Im März 2021 feierte er mit Nongbua die Zweitligameisterschaft und den Aufstieg in die erste Liga. Im Dezember 2022 wechselte er in die dritte Liga. Hier schloss er sich dem Songkhla FC an. Mit dem Verein aus Songkhla spielte er in der Southern Region der Liga. Am Ende der Saison wurde er mit Songkhla Meister der Region und qualifizierte sich für die Aufstiegsrunde zur zweiten Liga. Hier konnte man sich jedoch nicht durchsetzen. Im Sommer 2023 wechselte er zum in der Bangkok Metropolitan Region Drittligisten Samut Sakhon City FC. Für den Verein aus Samut Sakhon bestritt er sechs Ligaspiele. Im Dezember 2023 wechselte er zu dem in der North/Eastern Region spielenden Ubon Kruanapat FC. Für den Verein aus Ubon Ratchathani stand er elfmal in der Liga auf dem Spielfeld. Kabin United FC, ein Verein aus der Eastern Region, nahm ihn im August 2024 unter Vertrag. Nach elf Ligaspielen wechselte er in die North/Eastern Region. Hier schoss er sich in Udon Thani dem Udon United FC an. Hier kam er jedoch nicht zum Einsatz. Ende Juli 2025 wechselte er in die Northern Region, wo er in Phitsanulok einen Vertrag beim Phitsanulok FC unterschrieb.

## Erfolge
Nongbua Pitchaya FC
- Thailändischer Zweitligameister: 2020/21  ▲

Songkhla FC
- Thai League 3 – South: 2022/23